# Ямно (Сілезьке воєводство)
Ямно (пол. Jamno) — село в Польщі, у гміні Миканув Ченстоховського повіту Сілезького воєводства.
Населення — 132 особи (2011).
У 1975-1998 роках село належало до Ченстоховського воєводства.

## Демографія
Демографічна структура станом на 31 березня 2011 року:
|          | Загалом | Допрацездатний вік | Працездатний вік | Постпрацездатний вік |
| -------- | ------- | ------------------ | ---------------- | -------------------- |
| Чоловіки | 58      | 6                  | 45               | 7                    |
| Жінки    | 74      | 18                 | 41               | 15                   |
| Разом    | 132     | 24                 | 86               | 22                   |